# 卡通达
卡通达是巴西塞阿拉州的一个市镇。总面积790.483平方公里，总人口10498人，人口密度13.3人/平方公里。